# Theresia Larsson
Theresia "Thess" Larsson, född 12 april 1961, är en svensk karateutövare.
Larsson tog VM-guld 1996 och ett brons i World Games 1997. Hon vann SM i lättvikt tio år i rad och har tagit medaljer av alla valörer i de nordiska mästerskapen med svenska landslaget och har även ett individuellt brons.
Efter avslutad idrottskarriär flyttade Theresia Larsson med familj till Frankrike för att driva en multikamp-sportclub. 2014 deltog hon i sjätte säsongen av TV-programmet Mästarnas mästare och blev då den första med karatebakgrund att medverka i programmet.